# جونغ دونغ-يون
جونغ دونغ-يون (هانغل: 정동윤) هو لاعب كرة قدم كوري جنوبي في مركز ظهير ‏، ولد في 3 أبريل 1994 في كوريا الجنوبية. لعب مع إنتشون يونايتد.

## وصلات خارجية
- جونغ دونغ-يون على موقع دوري كوريا الجنوبية (الإنجليزية)
- جونغ دونغ-يون على موقع قاعدة بيانات كرة القدم.إي يو (الإنجليزية)
- جونغ دونغ-يون على موقع Soccerway.com (الإنجليزية)